# Zniesienie (Lwów)

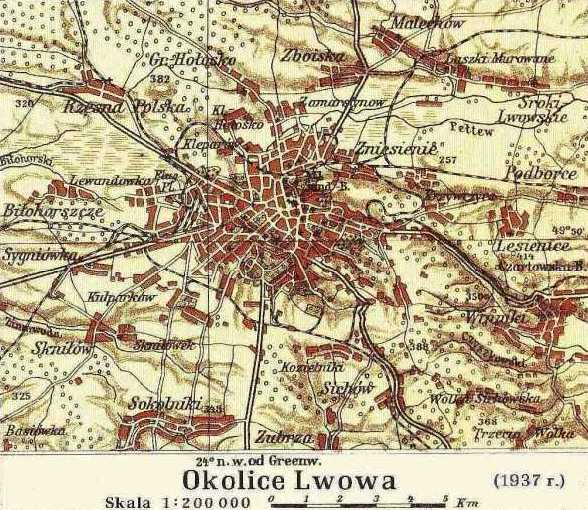
Okolice Lwowa, mapa topograficzna, 1937

Zniesienie (ukr. Знесіння) – dzielnica Lwowa, w rejonie łyczakowskim, pełni funkcje mieszkaniowo-rekreacyjne.

## Położenie
Zniesienie leży na wschód od Śródmieścia i na zachód od Krzywczyc, w dorzeczu Pełtwi. Linia kolejowa Lwów–Stanisławów dzieli dzielnicę na Nowe Zniesienie (na północy) i Stare Zniesienie (na południu).

## Nazwa
Nazwa dzielnicy odnosi się do Cerkwi Wniebowstąpienia Pańskiego tzw. Cerkiew Wozniesieńska, która istniała w tym miejscu już na początku XVI wieku. Dawniej odnoszono ją do bitwy z 1675 roku, w której wojska polskie pod wodzą Jana III Sobieskiego doszczętnie rozgromiły („zniosły”) liczniejsze zastępy Tatarów (faktycznie bitwa rozegrała się pod Lesienicami). Osada istniała i nosiła swoją nazwę już przed bitwą.

## Historia
W IV–II wieku p.n.e. istniało w tej okolicy tzw. Światowidowe Pole, którego pozostałość jest zabytkiem pochodzącym z ery przedchrześcijańskiej. Podczas badań archeologicznych odnaleziono w tym miejscu muszle mięczaków, skamieniałe szczątki drzew, fragmenty unikalnej leśnej i stepowej flory z kilku epok geologicznych. Historycy Izydor Szaranewycz i Iwan Wagilewycz stworzyli teorię, z której wynika że grodzisko to było założoną przez Daniela Halickiego pierwszą lokalizacją miasta Lwów. W XV i XVI wieku toczyły się liczne spory pomiędzy posiadaczami Zniesienia, którzy prawo własności wywodzili z nadania królewskiego tzw. "panis bene merentium" (łac. chleb dobrze zasłużonych czyli majątki ziemskie nadawane w dawnej Polsce za zasługi publiczne), a rajcami miejskimi Lwowa o prawo do ziemi. W dokumencie sporządzonym w Wilnie i datowanym na 8 sierpnia 1555 król Zygmunt August wzywał swojego namiestnika Macieja Goreckiego starostę lwowskiego, aby odstąpił prawa własności Mikołajowi Sieniawskiemu do ziem na Zniesieniu i Łysej Górze, które mu ofiarował. W 1598 i 1599 Stanisław Żółkiewski nakazał wyznaczenie granicy Zniesienia i Krzywczyc. Dekretem z dnia 6 lipca 1618 król Zygmunt III zatwierdził jako właściciela ziemi na Zniesieniu Aleksandra Kuropatwę, po uiszczeniu kwarty. Jan Kazimierz przebywając we Lwowie nadał 15 lutego 1656 wieś Stefanowi Złoczowskiemu, ale osiem lat później 2 grudnia 1664 król zmienił nadanie i Zniesienie przekazał Krzysztofowi Dominowi. Michał Korybut Wiśniowiecki podczas pobytu we Lwowie 30 października 1671 potwierdził dotychczasowe prawa własności i dawne przywileje. Jan III Sobieski dekretem zatwierdzonym w Krakowie 24 marca 1676 przyzwolił Maryannie z Lipia, wdowie po cześniku płockim Michale Ubyszu przenieść prawa do ziemi na Zniesieniu na Franciszka Wilczkowskiego. 15 czerwca 1700 August II Mocny rozszerzył dożywotnie prawo własności Adama Mikołaja Sieniawskiego na jego żonę Elżbietę Lubomirską. 1 czerwca 1729 August II nadał Zniesienie marszałkowi nadwornemu Stefanowi Potockiemu i jego żonie Teresie.
W 1899 istniały 154 gospodarstwa zamieszkałe przez 2466 mieszkańców, w tym 1453 rzymskich-katolików, 859 grekokatolików, 137 Żydów i 26 wyznawców innych religii. Deklarowali oni narodowość polską (1588), ukraińską (856) i niemiecką (8). Na początku XX wieku na terenie Zniesienia powstały zakłady przemysłowe tj. huta szkła, zakłady farmaceutyczne Hałyczfarm, Lwowska Fabryka Likierów i Wódek (dawniej fabryka wódek i likierów Juliusza Mikolascha).
Rozporządzeniem z 11 kwietnia 1930 gmina wiejska Zniesienie została włączona do miasta, a zmiany wprowadzono w życie z dniem 1 kwietnia 1931. W 1938 obszar dzielnicy wynosił 682,3 ha.
W 1993 w dzielnicy utworzono Regionalny Park Krajobrazowy Zniesienie.

## Osoby związane ze Zniesieniem
- Stanisław Stojałowski – duchowny katolicki, poseł na sejm galicyjski i do parlamentu austriackiego, wydawca pism ludowych: Wieniec i Pszczółka
- Stefan Żywotko – piłkarz i najbardziej utytułowany za granicą trener polski piłkarski